# Fort Bath
Pour les articles homonymes, voir Bath (homonymie).
Fort Bath est une ancienne commune néerlandaise de la province de la Zélande.
Fort Bath a existé jusqu'au 1er janvier 1816, lorsque la commune est rassemblée avec le village de Bath, qui vient d'être détaché de la commune de Rilland en Bath. La nouvelle commune formée par Bath et Fort Bart s'appellera Bath.
De nos jours, le territoire de Fort Bath fait partie de la commune de Reimerswaal.